# Домингес, Хорхе (политик)
Хорхе Домингес (исп. Jorge Domínguez; 20 марта 1945, Буэнос-Айрес — 24 августа 2022, там же) — аргентинский политический деятель, бывший мэр Буэнос-Айреса и министр обороны Аргентины.

## Биография
Получил образование в области менеджмента и государственного управления и вступил в хустисиалистскую партию Аргентины. 5 сентября 1994 года был назначен президентом Карлосом Менемом на должность мэра Буэнос-Айреса. Пребывание Домингеса на посту мэра ознаменовалось несколькими скандалами, связанным со строительством новых дорог и станций метрополитена в городе. После конституционной реформы 1994 года должность градоначальника стала выборной (до этого мэр города назначался президентом страны с согласия верхней палаты национального конгресса Аргентины и городского совета Буэнос-Айреса). По истечении срока своих полномочий, Домингес участвовал в выборах, чтобы продолжить свою деятельность уже в качестве избранного главы города, однако потерпел поражение от кандидата от партии Гражданский радикальный союз Фернандо де ла Руа. Таким образом, Хорхе Домингес стал последним мэром Буэнос-Айреса, получившим эту должность путём назначения.
Сложив полномочия мэра 6 августа 1996 года, Домингес стал министром обороны Аргентины. Его деятельность на этом посту оказалась более успешной. Ему удалось оптимизировать работу вооружённых сил, установить контроль над системой закупок вооружения и добиться альянса с НАТО. Он также разработал проект объединения четырёх генеральных штабов разных родов войск страны в одном здании, получившем в народе шутливое название Пентагонито (исп. Pentagonito), то есть маленький Пентагон. Однако, проект не был осуществлён, не получив поддержки начальника генерального штаба армии генерал-лейтенанта Мартина Бальса. После отставки президента Карлоса Менема, Домингес также лишился министерского кресла.
Умер 24 августа 2022 года в возрасте 77 лет, после перенесённого сердечного приступа.